# Всеволожский, Сергей Алексеевич
Сергей Алексеевич Всеволожский (1746 — 1822) — русский военачальник, генерал-поручик, действительный камергер.

## Биография
Из дворянского рода Всеволожских. Родился в 1746 году в семье генерал-майора  Алексея Степановича Всеволожского и его второй жены, Марии Ивановны Овцыной. С юношеского возраста служил в Лейб-гвардии Измайловском полку. В 1762 году, вместе со своими братьями — Андреем и Всеволодом, и братьями Орловыми активно содействовал дворцовому перевороту, который позволил Екатерине Второй занять всероссийский престол.
Уже в следующем 1763 году Сергей Всеволожский, которому было только 17 лет, был определён секретарём в Правительствующий Сенат. В 1765 году был пожалован в камер-юнкеры, в дальнейшем — в камергеры. На воинской службе достиг чина генерал-поручика (генерал-лейтенанта).
Как и его брат Всеволодом, Сергей Алексеевич добивался восстановления за их родом княжеского титула, однако в этом им был дан отказ.

## Собственность
Всеволожский владел городской усадьбой в Москве, в Хамовниках, которая в дальнейшем была продана под постройку фабрики, известной в советские годы, как Красная Роза. Исторический главный дом усадьбы Всеволожских при этом сохранялся в качестве дома управляющего фабрикой; существует он и в настоящее время, перестроенный (снесённый и воссозданный) в 2008 году в более долговечных материалах.

## Семья
В 1771 году Сергей Всеволожский сочетался браком с фрейлиной двора Екатериной Андреевной Зиновьевой (1751—1836). В этом браке родилось четверо детей: два сына и две дочери, в том числе, София Сергеевна Всеволожская, в браке княгиня Мещерская (1775—1848), в юности — предполагаемая пассия императора Александра I, в пожилом возрасте — женщина, известная своей набожностью; автор религиозно-нравоучительных сочинений. Вторая дочь, Анна Сергеевна Всеволожская, в браке княгиня Голицына (1774 или 1779 — 1838), известная последовательница мистицизма, подруга и покровительница баронессы Варвары фон Крюденер и аферистки Жанны де Ламотт Валуа (1756—1826), героини романа Александра Дюма «Ожерелье королевы». Обе дамы с сомнительной репутацией подолгу жили в имениях Анны Сергеевны в Старом Крыму и Кореизе, причём всей троице запрещено было покидать Крым.
Из числа сыновей Сергея Алексеевича, Николай Сергеевич Всеволожский (1772—1857) был тверским гражданским губернатором (1817—1826) и георгиевским кавалером (1792).
С годами Сергей Всеволожский разошёлся с женой, не разводясь с ней официально в силу затруднительности развода. Около 1792 года супруги разъехались а после 1812 года (по словам современника — почт-директора А. Я. Булгакова) не виделись друг с другом. Тем не менее, в 1821 году уже тяжело больной Сергей Всеволожский примирился с женой, вновь съехался с ней и прожил с ней вместе последний год своей жизни.

## В искусстве
Существовал прижизненный портрет Сергея Всеволожского работы художника Александра Рослина (одного из наиболее известных живописцев в истории Швеции). В начале XX века черно-белая репродукция этого портрета была приведена в книге великого князя Николая Михайловича «Русские портреты XVIII и XIX столетий». На сегодняшний день местонахождение этого портрета неизвестно.